# Gui Rebustini
Guilherme Rebustini, conhecido como Gui Rebustini (São Paulo, 2 de setembro de 1987) é um pastor, cantor e compositor brasileiro de música cristã, ganhador do Troféu Promessas de reveleção de 2013.

## Vida pessoal
Guilherme Rebustini é filho dos pastores Edson e Célia Rebustini fundadores da Igreja Bíblica da Paz.[carece de fontes?]

## Carreira musical
Em 2006, se mudou para os Estados Unidos, para dar início à escola bíblica no In Ministry Training, na cidade Tulsa, Oklahoma. Em seguida, passou a fazer trabalhos missionários no próprio Estados Unidos e em países como México e Honduras.
Em 2012, ele assinou o contrato com a Sony Music Brasil e lançou seu primeiro álbum Único, produzido por Ruben di Souza, e com versões de canções de Chris Tomlin, o que ficou entre os cinquenta mais vendidos do Brasil, e rendeu a ele o Troféu Promessas de cantor revelação, melhor música e melhor videoclipe.
Em 5 de junho de 2014, o cantor abandonou a Sony Music e assinou contrato com a gravadora brasileira Som Livre e anunciou o lançamento do álbum Além do Horizonte, lançado no segundo semestre do mesmo ano.[carece de fontes?]

## Discografia
Álbuns de estúdio
- Único (2012)
- Além do Horizonte (2014)
- Amor em Movimento "Ao Vivo" (2016)

## Prêmios e indicações
| Ano  | Prêmio           | Categoria         | Trabalho               | Resultado |
| ---- | ---------------- | ----------------- | ---------------------- | --------- |
| 2013 | Troféu Promessas | Revelação         | Ele mesmo              | Venceu    |
| 2013 | Troféu Promessas | Melhor música     | "Nosso Deus (Our God)" | Venceu    |
| 2013 | Troféu Promessas | Melhor videoclipe | "Nosso Deus (Our God)" | Venceu    |